# The Real McCoy
The Real McCoy – siódmy album amerykańskiego pianisty jazzowego McCoya Tynera, wydany po raz pierwszy w 1967 roku z numerem katalogowym BLP 4264 i BST 84264 nakładem Blue Note Records. Była to pierwsza płyta, jaką Tyner nagrał dla tej wytwórni pod własnym nazwiskiem.

## Powstanie
Materiał na płytę został zarejestrowany 21 kwietnia 1967 roku przez Rudy’ego Van Geldera w należącym do niego studiu (Van Gelder Studio) w Englewood Cliffs w stanie New Jersey. Utwory wykonali: McCoy Tyner (fortepian), Joe Henderson (saksofon tenorowy), Ron Carter (kontrabas) i Elvin Jones (perkusja). Produkcją albumu zajął się Alfred Lion.

## Recepcja
Płyta zaliczana jest do najlepszych nagrań McCoya Tynera. Autorzy The Penguin Guide to Jazz Recordings, Richard Cook i Brian Morton, napisali, iż The Real McCoy to „bardzo polecany”, „kluczowy album w dyskografii Tynera”, zaliczając go w poczet najbardziej znaczących i godnych uwagi albumów jazzowych (tzw. Core Collection). Natomiast Scott Yanow z AllMusic, wystawiając płycie notę 4.5 na 5, zapisał w swojej recenzji, że „najlepszymi fragmentami tego bez dwóch zdań godnego polecenia albumu są Passion Dance, Four by Five oraz Blues on the Corner”.

## Lista utworów
Opracowano na podstawie materiału źródłowego.
Wydanie LP
Strona A
| Nr | Tytuł utworu    | Muzyka      | Długość |
| -- | --------------- | ----------- | ------- |
| 1. | „Passion Dance” | McCoy Tyner | 8:44    |
| 2. | „Contemplation” | Tyner       | 9:15    |
|    |                 |             | 17:59   |

Strona B
| Nr | Tytuł utworu          | Muzyka | Długość |
| -- | --------------------- | ------ | ------- |
| 1. | „Four by Five”        | Tyner  | 6:39    |
| 2. | „Search for Peace”    | Tyner  | 6:35    |
| 3. | „Blues on the Corner” | Tyner  | 6:02    |
|    |                       |        | 19:16   |

## Twórcy
Opracowano na podstawie materiału źródłowego.
Muzycy:
- McCoy Tyner – fortepian
- Joe Henderson – saksofon tenorowy
- Ron Carter – kontrabas
- Elvin Jones – perkusja

Produkcja:
- Alfred Lion – produkcja muzyczna
- Rudy Van Gelder – inżynieria dźwięku
- Reid Miles – projekt okładki
- Francis Wolff – fotografia na okładce
- Nat Hentoff – liner notes